# Calcio Como 2013-2014
Questa voce raccoglie le informazioni riguardanti il Calcio Como nelle competizioni ufficiali della stagione 2013-2014.

## Stagione
Nella stagione 2013-2014 il Como partecipa a due competizioni ufficiali: il campionato di Lega Pro Prima Divisione e la Coppa Italia Lega Pro.
La squadra inizia la stagione agonistica a fine agosto a con le due partite del la fase eliminatoria a gironi della Coppa Italia Lega Pro 2013-2014. L'esordio vede la vittoria dei lariani nei confronti della Pergolettese per 3-1, con due reti arrivare nel finale di gara. Nel successivo incontro con il Renate la squadra perde per 3-0 e conclude al secondo posto nel girone non riuscendo a qualificarsi per il turno seguente della competizione.
In campionato, invece, il Como inizia con una sconfitta in casa della Virtus Entella e poi alterna 2 vittorie casalinghe ad altrettante sconfitte esterne. Successivamente, alla 6ª giornata, ottiene la prima vittoria esterna in casa della Cremonese (capolista in quella giornata) e anche il primo pareggio stagionale nella partita successiva disputata in casa contro la Pro Vercelli (anch'essa prima in classifica prima della gara coi lariani). Dopo la sconfitta in casa della FeralpiSalò i comaschi ottengono una serie di 7 risultati utili consecutivi (3 vittorie e 4 pareggi) che consentono alla squadra di chiudere l'anno e il girone d'andata in quarta posizione con 23 punti (come Savona e AlbinoLeffe, ma con una differenza reti migliore, +5 contro +1 e 0). La striscia di risultati utili si chiude dopo le prime 3 partite del girone di ritorno (2 pareggi a reti bianche e una vittoria) con la sconfitta in casa del Südtirol. Nelle successive nove partite il Como subisce una sola sconfitta e a due giornate dal termine conquista matematicamente l'accesso ai play-off grazie alla vittoria casalinga contro il Lumezzane. Nelle due successive gare i lariani subiscono altrettante sconfitte (la seconda delle quali, all'ultima giornata contro il Pavia ultimo in classifica, mette anche fine all'imbattibilità interna) e chiudono così, complice anche la penalizzazione di un punto subita nel frattempo per il ritardo nei pagamenti degli stipendi dei tesserato per il periodo novembre-dicembre 2013, al nono posto in classifica. Nei giorni seguenti al termine del campionato la penalizzazione del Como viene annullata dalla Corte di Giustizia Federale e quindi i lariani ottengono l'ottavo posto in classifica con 42 punti e nei quarti di finale dei play-off affronteranno il Südtirol, terzo classificato al termine della stagione regolare. Nella partita unica in casa della squadra altoatesina il Como pareggia per 0-0 sia nei tempi regolamentari sia in quelli supplementari. Ai rigori il Südtirol vince per 4-3 realizzando tutti e 4 i suoi tiri e grazie ai due rigori parati da Facchin a Defendi e Bencivenga.

## Divise e sponsor
Lo sponsor tecnico per la stagione 2013-2014 è Legea, mentre lo sponsor ufficiale è Volvo. Sulla maglia (in alto a sinistra) e sui pantaloncini (a destra) è inoltre presente un secondo sponsor, FoxTown.
La prima divisa è composta da una maglia azzurra con colletto bianco, il cui design è stato deciso tramite un sondaggio tra i tifosi che hanno scelto tra 4 diverse proposte, e da pantaloncini azzurri o bianchi e calzettoni azzurri. La divisa di riserva è completamente bianca con inserti argento sulla maglia mentre la terza divisa presenta lo stesso motivo di quella casalinga ed è di colore rosso con pantaloncini bianchi.
| Casa | Casa 2 | Trasferta | Terza divisa |

## Organigramma societario
Area direttiva
- Presidente onorario: Gianluca Zambrotta
- Presidente: Pietro Porro
- Vicepresidente: Flavio Foti
- Consigliere delegato: Fabio Bruni
- Responsabile coordinamento corporate: Paolo Viganò

Area organizzativa
- Responsabile amministrazione finanza e controllo: Fabio Lori
- Segretario generale: Giorgio Bressani
- Ufficio legale: Fabrizio Diana
- Ufficio stampa: Giangabriele Palimento

Area tecnica
- Responsabile area tecnica: Giovanni Dolci
- Direttore sportivo: Mauro Gibellini (fino al gennaio 2014),[21] Giovanni Dolci
- Allenatore: Giovanni Colella
- Allenatore in seconda: Moreno Greco
- Preparatore atletico: Simon Barjie
- Preparatore dei portieri: Fabrizio Paese
- Mental trainer: Samuele Robbioni
- Consulente per la preparazione atletica: Fulvio Sguazzero
- Team manager: Claudio Maspero
- Addetto all'arbitro: Alessio Pedrini

Area sanitaria
- Responsabile staff sanitario: Francesco Floris[19]
- Medico sociale: Alberto Giughello
- Fisioterapisti: Marco Mascheroni, Felisiano Villani

## Rosa
Dati aggiornati al 31 gennaio 2014.
| N. |                   | Ruolo | Calciatore                       |
| -- | ----------------- | ----- | -------------------------------- |
|    | Italia (bandiera) | P     | Diamante Crispino                |
|    | Italia (bandiera) | P     | Federico Frattini                |
|    | Italia (bandiera) | P     | Riccardo Melgrati                |
|    | Italia (bandiera) | P     | Iacopo Ricciarelli               |
|    | Italia (bandiera) | D     | Cesare Ambrosini (vice capitano) |
|    | Italia (bandiera) | D     | Filippo Capitanio                |
|    | Italia (bandiera) | D     | Daniele Donnarumma               |
|    | Italia (bandiera) | D     | Simone Fautario                  |
|    | Italia (bandiera) | D     | Antonio Giosa                    |
|    | Italia (bandiera) | D     | Paolo Marchi                     |
|    | Italia (bandiera) | D     | Marco Migliorini                 |
|    | Italia (bandiera) | D     | Luca Piana                       |
|    | Italia (bandiera) | D     | Alex Redolfi                     |
|    | Italia (bandiera) | D     | Marco Rondelli                   |
|    | Italia (bandiera) | D     | Alberto Tentardini               |
|    | Italia (bandiera) | C     | Andrea Ardito (capitano)         |
|    | Italia (bandiera) | C     | Angelo Bencivenga                |
|    | Italia (bandiera) | C     | Alessio Cristiani                |

| N. |                    | Ruolo | Calciatore                 |
| -- | ------------------ | ----- | -------------------------- |
|    | Italia (bandiera)  | C     | Salvatore Richard Fiandaca |
|    | Italia (bandiera)  | C     | Giovanni Fietta            |
|    | Italia (bandiera)  | C     | Antonio Palma              |
|    | Spagna (bandiera)  | C     | Rubén Palomeque Juárez     |
|    | Italia (bandiera)  | C     | Michel Panatti             |
|    | Italia (bandiera)  | C     | Marco Piredda              |
|    | Italia (bandiera)  | C     | Alessandro Scialpi         |
|    | Italia (bandiera)  | C     | Enrico Verachi             |
|    | Italia (bandiera)  | A     | Cristian Altinier          |
|    | Italia (bandiera)  | A     | Edoardo Defendi            |
|    | Uruguay (bandiera) | A     | Sebastián Gallegos         |
|    | Italia (bandiera)  | A     | Antonio Gammone            |
|    | Italia (bandiera)  | A     | Giuseppe Le Noci           |
|    | Italia (bandiera)  | A     | Riccardo Niesi             |
|    | Italia (bandiera)  | A     | Raffaele Perna             |
|    | Italia (bandiera)  | A     | Gianluca Rizzitelli        |
|    | Italia (bandiera)  | A     | Andrea Schenetti           |
|    | Italia (bandiera)  | A     | Riccardo Tapinetto         |

## Risultati

### Lega Pro Prima Divisione

#### Girone di andata
| Arbitro: | Ceccarelli (Rimini) |

|            |           |  |
| Guerra 69’ | Marcatori |  |

| Arbitro: | Pelagatti (Arezzo) |

|                            |           |  |
| R. Perna 31’ Schenetti 77’ | Marcatori |  |

| Arbitro: | Aversano (Treviso) |

|                          |           |  |
| Pacciardi 4’ Lolli 90+4’ | Marcatori |  |

| Arbitro: | Pierro (Nola) |

|                                    |           |                |
| Cristiani 9’ Le Noci 55’ Giosa 75’ | Marcatori | 61’, 83’ Campo |

| Arbitro: | Melidoni (Frattamaggiore) |

|              |           |  |
| Demartis 52’ | Marcatori |  |

| Arbitro: | Ripa (Nocera Inferiore) |

|  |           |               |
|  | Marcatori | 6’ (aut.) Moi |

| Como 20 ottobre 2013, ore 15:00 CEST 7ª giornata | Como              | 0 – 0 referto | Pro Vercelli | Stadio Giuseppe Sinigaglia (1 712 spett.)\| Arbitro: \| Piccinini (Forlì) \| |
| Arbitro:                                         | Piccinini (Forlì) |               |              |                                                                              |

| Arbitro: | Morreale (Roma) |

|              |           |  |
| Miracoli 90’ | Marcatori |  |

| Como 3 novembre 2013, ore 14:30 CET 9ª giornata | Como             | 0 – 0 referto | Pro Patria | Stadio Giuseppe Sinigaglia (1 813 spett.)\| Arbitro: \| Balice (Termoli) \| |
| Arbitro:                                        | Balice (Termoli) |               |            |                                                                             |

| Arbitro: | Fiore (Barletta) |

|              |           |                                              |
| A. Viola 63’ | Marcatori | 27’, 69’ Le Noci 33’ P. Marchi 59’ Schenetti |

| Arbitro: | Pelagatti (Arezzo) |

|             |           |                  |
| Defendi 62’ | Marcatori | 25’ De Silvestro |

| Arbitro: | Morreale (Roma) |

|                           |           |  |
| P. Marchi 37’ Defendi 38’ | Marcatori |  |

| Arbitro: | Brasi (Seregno) |

|  |           |             |
|  | Marcatori | 29’ Defendi |

| Arbitro: | Guccini (Albano Laziale) |

|             |           |             |
| Le Noci 56’ | Marcatori | 84’ Dettori |

| Arbitro: | Pezzuto (Lecce) |

|            |           |              |
| Romero 20’ | Marcatori | 85’ Gallegos |

#### Girone di ritorno
| Como 5 gennaio 2014, ore 14:30 CET 16ª giornata | Como             | 0 – 0 referto | Virtus Entella | Stadio Giuseppe Sinigaglia (1 603 spett.)\| Arbitro: \| Abisso (Palermo) \| |
| Arbitro:                                        | Abisso (Palermo) |               |                |                                                                             |

| Arbitro: | Giovani (Grosseto) |

|  |           |                    |
|  | Marcatori | 64’ (rig.) Le Noci |

| Como 19 gennaio 2014, ore 14:30 CET 18ª giornata | Como            | 0 – 0 referto | San Marino | Stadio Giuseppe Sinigaglia (1 336 spett.)\| Arbitro: \| Mancini (Fermo) \| |
| Arbitro:                                         | Mancini (Fermo) |               |            |                                                                            |

| Arbitro: | Martinelli (Roma) |

|                                            |           |                                             |
| Corazza 63’, 85’ Pederzoli 67’ Minesso 82’ | Marcatori | 22’ Gallegos 74’ Defendi 87’ (rig.) Le Noci |

| Arbitro: | Pagliardini (Arezzo) |

|                                   |           |                                        |
| Defendi 11’, 15’, 47’ Le Noci 67’ | Marcatori | 34’ (rig.) Cesarini 90+1’ (rig.) Sarao |

| Arbitro: | Giovani (Grosseto) |

|                            |           |                                                   |
| Le Noci 20’, 36’ Palma 73’ | Marcatori | 4’ A. Brighenti 44’ Armellino 71’ Ant. Caracciolo |

| Arbitro: | Piscopo (Imperia) |

|               |           |              |
| E. Marchi 87’ | Marcatori | 71’ Altinier |

| Arbitro: | Ceccarelli (Rimini) |

|             |           |  |
| Altinier 6’ | Marcatori |  |

| Arbitro: | Balice (Termoli) |

|             |           |          |
| Ghidoli 63’ | Marcatori | 6’ Palma |

| Arbitro: | Cifelli (Campobasso) |

|                        |           |                 |
| Altinier 51’ Giosa 75’ | Marcatori | 27’, 87’ Valoti |

| Arbitro: | Mangialardi (Pistoia) |

|                               |           |  |
| Alessi 5’ (rig.) Anastasi 71’ | Marcatori |  |

| Arbitro: | Morreale (Roma) |

|                                |           |                           |
| Kirilov 21’ Bocalon 43’ (rig.) | Marcatori | 12’ Le Noci 17’ Schenetti |

| Arbitro: | Vesprini (Macerata) |

|                                            |           |  |
| Le Noci 28’ (rig.), 48’ (rig.) Defendi 46’ | Marcatori |  |

| Arbitro: | Ranaldi (Tivoli) |

|                                            |           |  |
| Cellini 43’ (rig.) Belcastro 73’ Ademi 80’ | Marcatori |  |

| Arbitro: | Zanonato (Vicenza) |

|  |           |             |
|  | Marcatori | 73’ Manzoni |

#### Play-off
| Arbitro: | Marini (Roma) |

|                                 |                      |                                               |
| Kiem Cappelletti Veratti Martin | Tiri di rigore 4 – 3 | Le Noci Schenetti Fautario Defendi Bencivenga |

### Coppa Italia Lega Pro

#### Fase eliminatoria a gironi
| Arbitro: | Tardino (Milano) |

|                                             |           |          |
| P. Marchi 6’ R. Perna 90+1’ Cristiani 90+3’ | Marcatori | 9’ Ferri |

| Arbitro: | Greco (Lecce) |

|                                     |           |  |
| Spampatti 4’, 29’ Scaccabarozzi 45’ | Marcatori |  |

## Statistiche

### Statistiche di squadra
| Competizione                      | Punti | In casa | In casa | In casa | In casa | In casa | In casa | In trasferta | In trasferta | In trasferta | In trasferta | In trasferta | In trasferta | Totale | Totale | Totale | Totale | Totale | Totale | DR |
| Competizione                      | Punti | G       | V       | N       | P       | Gf      | Gs      | G            | V            | N            | P            | Gf           | Gs           | G      | V      | N      | P      | Gf     | Gs     | DR |
| --------------------------------- | ----- | ------- | ------- | ------- | ------- | ------- | ------- | ------------ | ------------ | ------------ | ------------ | ------------ | ------------ | ------ | ------ | ------ | ------ | ------ | ------ | -- |
| Lega Pro Prima Divisione          | 42    | 15      | 6       | 8       | 1       | 21      | 11      | 15           | 4            | 4            | 7            | 16           | 21           | 30     | 10     | 12     | 8      | 37     | 32     | +5 |
| Play-off Lega Pro Prima Divisione | -     | -       | -       | -       | -       | -       | -       | 1            | 0            | 1            | 0            | 0            | 0            | 1      | 0      | 1      | 0      | 0      | 0      | 0  |
| Coppa Italia Lega Pro             | -     | 1       | 1       | 0       | 0       | 3       | 1       | 1            | 0            | 0            | 1            | 0            | 3            | 2      | 1      | 0      | 1      | 3      | 4      | -1 |
| Totale                            | -     | 16      | 7       | 8       | 1       | 24      | 12      | 17           | 4            | 5            | 8            | 16           | 24           | 33     | 11     | 13     | 9      | 40     | 36     | +4 |

### Statistiche dei giocatori
Sono in corsivo i calciatori che hanno lasciato la società durante la stagione.
| Giocatore      | Lega Pro Prima Divisione | Lega Pro Prima Divisione | Lega Pro Prima Divisione | Lega Pro Prima Divisione | Play-off | Play-off | Play-off    | Play-off   | Coppa Italia Lega Pro | Coppa Italia Lega Pro | Coppa Italia Lega Pro | Coppa Italia Lega Pro | Totale   | Totale | Totale      | Totale     |
| Giocatore      | Presenze                 | Reti                     | Ammonizioni              | Espulsioni               | Presenze | Reti     | Ammonizioni | Espulsioni | Presenze              | Reti                  | Ammonizioni           | Espulsioni            | Presenze | Reti   | Ammonizioni | Espulsioni |
| -------------- | ------------------------ | ------------------------ | ------------------------ | ------------------------ | -------- | -------- | ----------- | ---------- | --------------------- | --------------------- | --------------------- | --------------------- | -------- | ------ | ----------- | ---------- |
| C. Altinier    | 10                       | 3                        | 4                        | 1                        | 1        | 0        | 0           | 0          | -                     | -                     | -                     | -                     | 11       | 3      | 4           | 1          |
| C. Ambrosini   | 29                       | 0                        | 5                        | 0                        | 1        | 0        | 1           | 0          | 2                     | 0                     | 0                     | 0                     | 32       | 0      | 6           | 0          |
| A. Ardito      | 25                       | 0                        | 10                       | 2                        | 1        | 0        | 0           | 0          | 1                     | 0                     | 1                     | 0                     | 27       | 0      | 11          | 2          |
| A. Bencivenga  | 8                        | 0                        | 0                        | 0                        | 1        | 0        | 0           | 0          | -                     | -                     | -                     | -                     | 9        | 0      | 0           | 0          |
| F. Capitanio   | 4                        | 0                        | 0                        | 0                        | 0        | 0        | 0           | 0          | -                     | -                     | -                     | -                     | 4        | 0      | 0           | 0          |
| D. Crispino    | 2                        | -4                       | 0                        | 0                        | 0        | -0       | 0           | 0          | 1                     | -3                    | 0                     | 0                     | 3        | -7     | 0           | 0          |
| A. Cristiani   | 18                       | 1                        | 4                        | 1                        | 1        | 0        | 0           | 0          | 1                     | 1                     | 1                     | 0                     | 20       | 2      | 5           | 1          |
| E. Defendi     | 23                       | 8                        | 3                        | 0                        | 1        | 0        | 0           | 0          | 2                     | 0                     | 0                     | 0                     | 26       | 8      | 3           | 0          |
| D. Donnarumma  | 10                       | 0                        | 0                        | 0                        | 0        | 0        | 0           | 0          | 1                     | 0                     | 0                     | 0                     | 11       | 0      | 0           | 0          |
| S. Fautario    | 22                       | 0                        | 5                        | 0                        | 1        | 0        | 1           | 0          | 1                     | 0                     | 0                     | 0                     | 24       | 0      | 6           | 0          |
| R. Fiandaca    | 0                        | 0                        | 0                        | 0                        | -        | -        | -           | -          | 1                     | 0                     | 0                     | 0                     | 1        | 0      | 0           | 0          |
| G. Fietta      | 20                       | 0                        | 4                        | 0                        | 1        | 0        | 1           | 0          | -                     | -                     | -                     | -                     | 21       | 0      | 5           | 0          |
| F. Frattini    | 0                        | -0                       | 0                        | 0                        | -        | -        | -           | -          | 0                     | -0                    | 0                     | 0                     | 0        | -0     | 0           | 0          |
| S. Gallegos    | 10                       | 2                        | 1                        | 0                        | 0        | 0        | 0           | 0          | -                     | -                     | -                     | -                     | 10       | 2      | 1           | 0          |
| A. Gammone     | 20                       | 0                        | 3                        | 0                        | 1        | 0        | 0           | 0          | 2                     | 0                     | 0                     | 0                     | 23       | 0      | 3           | 0          |
| A. Giosa       | 19                       | 2                        | 7                        | 1                        | 0        | 0        | 0           | 0          | -                     | -                     | -                     | -                     | 19       | 2      | 7           | 1          |
| G. Le Noci     | 28                       | 12                       | 2                        | 0                        | 1        | 0        | 0           | 0          | 1                     | 0                     | 0                     | 0                     | 30       | 12     | 2           | 0          |
| P. Marchi      | 25                       | 2                        | 7                        | 1                        | 1        | 0        | 0           | 0          | 1                     | 1                     | 0                     | 0                     | 27       | 3      | 7           | 1          |
| R. Melgrati    | 28                       | -28                      | 1                        | 0                        | 1        | -0       | 0           | 0          | 1                     | -1                    | 0                     | 0                     | 30       | -29    | 1           | 0          |
| M. Migliorini  | 0                        | 0                        | 0                        | 0                        | -        | -        | -           | -          | 0                     | 0                     | 0                     | 0                     | 0        | 0      | 0           | 0          |
| R. Niesi       | 0                        | 0                        | 0                        | 0                        | 0        | 0        | 0           | 0          | 0                     | 0                     | 0                     | 0                     | 0        | 0      | 0           | 0          |
| A. Palma       | 10                       | 2                        | 1                        | 0                        | 0        | 0        | 0           | 0          | -                     | -                     | -                     | -                     | 10       | 2      | 1           | 0          |
| R. Palomeque   | 5                        | 0                        | 4                        | 2                        | -        | -        | -           | -          | 2                     | 0                     | 1                     | 0                     | 7        | 0      | 5           | 2          |
| M. Panatti     | 3                        | 0                        | 0                        | 0                        | 0        | 0        | 0           | 0          | 1                     | 0                     | 0                     | 0                     | 4        | 0      | 0           | 0          |
| R. Perna       | 24                       | 1                        | 3                        | 0                        | 0        | 0        | 0           | 0          | 2                     | 1                     | 0                     | 0                     | 26       | 2      | 3           | 0          |
| L. Piana       | 2                        | 0                        | 0                        | 0                        | -        | -        | -           | -          | 1                     | 0                     | 0                     | 0                     | 3        | 0      | 0           | 0          |
| M. Piredda     | 2                        | 0                        | 0                        | 0                        | 0        | 0        | 0           | 0          | 0                     | 0                     | 0                     | 0                     | 2        | 0      | 0           | 0          |
| A. Redolfi     | 19                       | 0                        | 7                        | 0                        | 1        | 0        | 2           | 1          | 2                     | 0                     | 0                     | 0                     | 22       | 0      | 9           | 1          |
| I. Ricciarelli | 0                        | -0                       | 0                        | 0                        | 0        | -0       | 0           | 0          | -                     | -                     | -                     | -                     | 0        | -0     | 0           | 0          |
| G. Rizzitelli  | 0                        | 0                        | 0                        | 0                        | 0        | 0        | 0           | 0          | -                     | -                     | -                     | -                     | 0        | 0      | 0           | 0          |
| M. Rondelli    | 0                        | 0                        | 0                        | 0                        | -        | -        | -           | -          | 1                     | 0                     | 0                     | 0                     | 1        | 0      | 0           | 0          |
| A. Schenetti   | 27                       | 3                        | 4                        | 1                        | 1        | 0        | 1           | 0          | 0                     | 0                     | 0                     | 0                     | 28       | 3      | 5           | 1          |
| A. Scialpi     | 1                        | 0                        | 0                        | 0                        | -        | -        | -           | -          | 2                     | 0                     | 0                     | 0                     | 3        | 0      | 0           | 0          |
| R. Tapinetto   | 0                        | 0                        | 0                        | 0                        | 0        | 0        | 0           | 0          | 0                     | 0                     | 0                     | 0                     | 0        | 0      | 0           | 0          |
| A. Tentardini  | 0                        | 0                        | 0                        | 0                        | -        | -        | -           | -          | 1                     | 0                     | 1                     | 0                     | 1        | 0      | 1           | 0          |
| E. Verachi     | 22                       | 0                        | 7                        | 0                        | 0        | 0        | 0           | 0          | 1                     | 0                     | 0                     | 0                     | 23       | 0      | 7           | 0          |